# Saltos ornamentais nos Jogos Olímpicos de Verão de 2016 - Qualificatórias
Este artigo fornece detalhes sobre a fase de qualificação dos saltos ornamentais para os Jogos Olímpicos de Verão de 2016, conforme o sistema definido pela Federação Internacional de Natação - Fina.

## Informações gerais
As vagas são destinadas ao Comitê Olímpico Nacional - CON ao qual pertence o atleta que a conquistou, não pertence ao atleta, e cada atleta só pode conquistar uma vaga para sua representação.
Estão em disputa cento e trinta e seis vagas, 64 masculinas e 64 femininas.
País-sede: o Brasil tem direito a inscrever uma dupla em cada um dos eventos sincronizados, totalizando até oito atletas, quatro de cada sexo.
Limites de vagas e atletas por CON:
Cada Comitê Olímpico Nacional - CON pode inscrever até dezesseis atletas, oito no masculino e oito no feminino.
Para as provas individuais, cada CON pode inscrever até dois atletas, enquanto nos eventos sincronizados pode inscrever apenas uma dupla.

## Eventos qualificatórios

### Eventos individuais
Para cada uma das provas, trinta e quatro vagas estão disponíveis. Cada CON tem a possibilidade de conquistar até duas vagas por prova em três eventos:
- Os 12 primeiros colocados no Campeonato Mundial de Esportes Aquáticos de 2015
- O campeão do respectivo campeonato continental
- Até 18 semifinalistas da Copa do Mundo de Saltos Ornamentais de 2016

Caso as vagas de determinada prova não sejam ocupadas, serão preenchidas com base na classificação na Copa do Mundo de 2016.
| Competição                                             | Data                              | Local                  | Vagas |
| ------------------------------------------------------ | --------------------------------- | ---------------------- | ----- |
| Campeonato Europeu de Saltos Ornamentais               | 9 a 14 de junho de 2015           | Rostok, Alemanha       | 4     |
| Jogos Panamericanos 2015                               | 10 a 26 de junho de 2015          | Toronto, Canadá        | 4     |
| 16º Campeonato Mundial de Esportes Aquáticos Fina 2015 | 24 de julho a 9 de agosto de 2015 | Kazan, Rússia          | 48    |
| 16º Campeonato Mundial de Esportes Aquáticos Fina 2015 | 24 de julho a 9 de agosto de 2015 | Kazan, Rússia          | 4*    |
| 6ª Copa Asiática de Saltos Ornamentais 2015            | 4 a 6 de setembro de 2015         | Kuala Lumpur, Malásia  | 4     |
| Campeonato da Oceania                                  | 12 a 13 de dezembro de 2015       | Melbourne, Austrália   | 4     |
| 20ª Copa do Mundo de Saltos Ornamentais de 2016        | 19 a 24 de fevereiro de 2016      | Rio de Janeiro, Brasil | 17**  |

* A vaga reservada para o campeonato continental africano é destinada ao melhor classificado no Campeonato Mundial de 2015
** Mínimo de vagas a serem disputadas no evento

### Eventos sincronizados
Apenas sete vagas em cada prova estão disponíveis, a não ser que o país-sede decline de seu direito e abra uma última vaga.
| Competição                                             | Data                              | Local                  | Duplas |
| ------------------------------------------------------ | --------------------------------- | ---------------------- | ------ |
| 16º Campeonato Mundial de Esportes Aquáticos Fina 2015 | 24 de julho a 9 de agosto de 2015 | Kazan, Rússia          | 12     |
| Copa do Mundo de Saltos Ornamentais de 2016            | 19 a 24 de fevereiro de 2016      | Rio de Janeiro, Brasil | 16     |

## Tabelas de qualificação

### Eventos individuais
| Competição                 | Masculino    | Masculino          | Masculino    | Masculino      | Masculino          | Masculino      |              | Feminino           | Feminino     | Feminino       | Feminino            | Feminino       | Feminino |
| Competição                 | Trampolim 3m | Trampolim 3m       | Trampolim 3m | Plataforma 10m | Plataforma 10m     | Plataforma 10m | Trampolim 3m | Trampolim 3m       | Trampolim 3m | Plataforma 10m | Plataforma 10m      | Plataforma 10m |          |
| Competição                 | Ranking      | Qualificados       | Vagas        | Ranking        | Qualificados       | Vagas          | Ranking      | Qualificados       | Vagas        | Ranking        | Qualificados        | Vagas          |          |
| -------------------------- | ------------ | ------------------ | ------------ | -------------- | ------------------ | -------------- | ------------ | ------------------ | ------------ | -------------- | ------------------- | -------------- | -------- |
| Campeonato Mundial 2015    | 1º / 4º      | CHN China          | 2            | 1º / 10º       | CHN China          | 2              | 1º / 2º      | CHN China          | 2            | 1º / 10º       | PRK Coreia do Norte | 2              |          |
| Campeonato Mundial 2015    | 2º / 5º      | RUS Rússia         | 2            | 2º             | USA Estados Unidos | 1              | 3º           | ITA Itália         | 1            | 2º / 4º        | CHN China           | 2              |          |
| Campeonato Mundial 2015    | 3º           | GBR Grã-Bretanha   | 1            | 3º             | GBR Grã-Bretanha   | 1              | 4º / 7º      | AUS Austrália      | 2            | 3º             | MAS Malásia         | 1              |          |
| Campeonato Mundial 2015    | 6º           | MEX México         | 1            | 4º / 12º       | MEX México         | 2              | 5º / 6º      | CAN Canadá         | 2            | 5º             | AUS Austrália       | 1              |          |
| Campeonato Mundial 2015    | 7º           | KOR Coreia do Sul  | 1            | 5º             | FRA França         | 1              | 8º           | MAS Malásia        | 1            | 6º             | USA Estados Unidos  | 1              |          |
| Campeonato Mundial 2015    | 8º           | UKR Ucrânia        | 1            | 6º / 7º        | RUS Rússia         | 2              | 9º           | NED Países Baixos  | 1            | 7º             | CAN Canadá          | 1              |          |
| Campeonato Mundial 2015    | 9º           | JPN Japão          | 1            | 8º             | AUS Austrália      | 1              | 10º          | GBR Grã-Bretanha   | 1            | 8º             | GBR Grã-Bretanha    | 1              |          |
| Campeonato Mundial 2015    | 10º          | FRA França         | 1            | 9º             | BLR Bielorrússia   | 1              | 11º / 12º    | UKR Ucrânia        | 2            | 9º             | FRA França          | 1              |          |
| Campeonato Mundial 2015    | 11º          | AUS Austrália      | 1            | 11º            | GER Alemanha       | 1              |              |                    |              | 11º            | UKR Ucrânia         | 1              |          |
| Campeonato Mundial 2015    | 12º          | GER Alemanha       | 1            |                |                    |                | 12º          | ITA Itália         | 1            |                |                     |                |          |
| África                     | 47º          | EGY Egito          | 1            | 45º            | EGY Egito          | 1              | 27º          | RSA África do Sul  | 1            | 29º            | EGY Egito           | 1              |          |
| Jogos Panamericanos 2015   | 1º           | *                  |              |                | *                  |                | 1º           | *                  |              | 1º             | MEX México          | 1              |          |
| Copa Asiática 2015         | 1º           | MAS Malásia        | 1            | 1º             | MAS Malásia        | 1              | 1º           | **                 |              | 1º             | MAS Malásia         | 1              |          |
| Campeonato Europeu 2015    | 1º           | *                  |              |                | GER Alemanha       | 1              | 1º           | *                  |              | 1º             | *                   |                |          |
| Campeonato da Oceania 2015 | 1º           | AUS Austrália      | 1            | 1º             | AUS Austrália      | 1              | 1º           | **                 |              | 1º             | AUS Austrália       | 1              |          |
| Copa do Mundo 2016         | 2º           | JAM Jamaica        | 1            | 3º             | USA Estados Unidos | 1              | 5º           | MAS Malásia        | 1            | 5º             | MEX México          | 1              |          |
| Copa do Mundo 2016         | 3º / 12º     | USA Estados Unidos | 2            | 6º             | PUR Porto Rico     | 1              | 7º           | USA Estados Unidos | 1            | 6º             | CAN Canadá          | 1              |          |
| Copa do Mundo 2016         | 5º           | BRA Brasil         | 1            | 7º             | CAN Canadá         | 1              | 8º / 14º     | MEX México         | 2            | 7º             | GER Alemanha        | 1              |          |
| Copa do Mundo 2016         | 8º / 17º     | ITA Itália         | 2            | 11º            | KOR Coreia do Sul  | 1              | 9º           | ITA Itália         | 1            | 8º             | GBR Grã-Bretanha    | 1              |          |
| Copa do Mundo 2016         | 9º           | CAN Canadá         | 1            | 12º / 15º      | COL Colômbia       | 2              | 12º          | RUS Rússia         | 1            | 9º             | JPN Japão           | 1              |          |
| Copa do Mundo 2016         | 10º          | COL Colômbia       | 1            | 16º / 17º      | VEN Venezuela      | 2              | 15º          | BRA Brasil         | 1            | 13º            | USA Estados Unidos  | 1              |          |
| Copa do Mundo 2016         | 14º          | GBR Grã-Bretanha   | 1            | 18º            | BRA Brasil         | 1              | 17º          | GBR Grã-Bretanha   | 1            | 16º            | RUS Rússia          | 1              |          |
| Copa do Mundo 2016         | 15º          | IRL Irlanda        | 1            |                |                    |                | 18º          | GER Alemanha       | 1            | 6º             | CAN Canadá          | 1              |          |
| Copa do Mundo 2016         | 16º          | JPN Japão          | 1            | 11º            | NED Países Baixos  | 0²             | 18º          | JPN Japão          | 0³           |                |                     |                |          |
| Realocação¹                | 20º          | GER Alemanha       | 1¹           | 19º            | ITA Itália         | 1¹             | 19º          | GER Alemanha       | 1¹           | 19º            | UKR Ucrânia         | 1¹             |          |
| Realocação¹                | 21º          | AUT Áustria        | 1¹           | 20º            | CAN Canadá         | 1¹             | 20º          | USA Estados Unidos | 1¹           | 20º            | GER Alemanha        | 1¹             |          |
| Realocação¹                | 23º          | POL Polônia        | 1¹           | 21º            | BLR Bielorrússia   | 1¹             | 21º          | COL Colômbia       | 1¹           | 21º            | HUN Hungria         | 1¹             |          |
| Realocação¹                | 24º          | MAS Malásia        | 1¹           | 22º            | SWE Suécia         | 1¹             | 24º          | RUS Rússia         | 1¹           | 23º            | NED Países Baixos   | 1¹             |          |
| Realocação¹                | 25º          | CAN Canadá         | 1¹           | 23º            | BRA Brasil         | 1¹             | 25º / 31º    | EGY Egito          | 1¹           | 24º            | BRA Brasil          | 1¹             |          |
| Realocação¹                | 26º          | ESP Espanha        | 1¹           | 24º            | KOR Coreia do Sul  | 1¹             | 27º          | NZL Nova Zelândia  | 1¹           | 25º            | RUS Rússia          | 1¹             |          |
| Realocação¹                | 27º          | NZL Nova Zelândia  | 1¹           | 25º            | NOR Noruega        | 1¹             | 29º          | CRO Croácia        | 1¹           | 26º            | CUB Cuba            | 1¹             |          |
| Realocação¹                | 28º          | SUI Suíça          | 1¹           | 26º            | UKR Ucrânia        | 1¹             | 32º          | KOR Coreia do Sul  | 1¹           | 27º            | BRA Brasil          | 1¹             |          |
| Realocação¹                |              |                    |              | 27º            | ARM Armênia        | 1¹             | 33º          | LTU Lituânia       | 1¹           | 28º            | ROU Romênia         | 1¹             |          |
| Realocação¹                |              |                    |              | 35º            | RSA África do Sul  | 1¹             | 30º          | VEN Venezuela      | 1¹           |                |                     |                |          |
| Realocação¹                | 36º          | SWE Suécia         | 1¹           |                |                    |                |              |                    |              |                |                     |                |          |
| Realocação¹                | 37º          | BRA Brasil         | 1¹           |                |                    |                |              |                    |              |                |                     |                |          |

* Campeão do evento já havia conquistado uma vaga no Campeonato Mundial.
** O país do campeão do evento já completou a cota de dois atletas para a prova.
¹ Prováveis qualificados com base no regulamento de qualificação da Fina.
² Inge Jansen da Holanda/Países Baixos não atingiu a pontuação mínima exigida pela federação de seu país, apesar de ter conquistado a vaga para seu país
³ As regras japonesas para qualificação exigem que o atleta tenha ficado entre os 16 melhores na Copa do Mundo

### Eventos sincronizados
| Competição              | Masculino    | Masculino          | Masculino      | Masculino          |              | Feminino         | Feminino       | Feminino            | Feminino |
| Competição              | Trampolim 3m | Trampolim 3m       | Plataforma 10m | Plataforma 10m     | Trampolim 3m | Trampolim 3m     | Plataforma 10m | Plataforma 10m      |          |
| Competição              | Ranking      | Qualificados       | Ranking        | Qualificados       | Ranking      | Qualificados     | Ranking        | Qualificados        |          |
| ----------------------- | ------------ | ------------------ | -------------- | ------------------ | ------------ | ---------------- | -------------- | ------------------- | -------- |
| País-sede               |              | BRA Brasil         |                | BRA Brasil         |              | BRA Brasil       |                | BRA Brasil          |          |
| Campeonato Mundial 2015 | 1º           | CHN China          | 1º             | CHN China          | 1º           | CHN China        | 1º             | CHN China           |          |
| Campeonato Mundial 2015 | 2º           | RUS Rússia         | 2º             | MEX México         | 2º           | CAN Canadá       | 2º             | CAN Canadá          |          |
| Campeonato Mundial 2015 | 3º           | GBR Grã-Bretanha   | 3º             | RUS Rússia         | 3º           | AUS Austrália    | 3º             | PRK Coreia do Norte |          |
| Copa do Mundo 2016      | 1º           | GER Alemanha       | 2º             | GER Alemanha       | 4º           | ITA Itália       | 2º             | MAS Malásia         |          |
| Copa do Mundo 2016      | 3º           | MEX México         | 3º             | GBR Grã-Bretanha   | 5º           | MAS Malásia      | 3º             | GBR Grã-Bretanha    |          |
| Copa do Mundo 2016      | 4º           | ITA Itália         | 4º             | USA Estados Unidos | 6º           | GBR Grã-Bretanha | 4º             | USA Estados Unidos  |          |
| Copa do Mundo 2016      | 6º           | USA Estados Unidos | 6º             | UKR Ucrânia        | 7º           | GER Alemanha     | 5º             | MEX México          |          |